# Pteridomyces bisporus
Pteridomyces bisporus är en svampart som beskrevs av Boidin & Gilles 1988. Pteridomyces bisporus ingår i släktet Pteridomyces och familjen Atheliaceae.   Inga underarter finns listade i Catalogue of Life.